# Olier Mordrel
Pour les articles homonymes, voir Mordrelle et Launay.
Olivier Mordrelle, dit Olier Mordrel, né à Paris le 29 avril 1901 et mort à Treffiagat le 25 octobre 1985, est un architecte, écrivain et homme politique français.
Militant nationaliste breton, il est l'un des cofondateurs du journal Breiz Atao, du Parti autonomiste breton puis du Parti national breton (PNB). Il s'engagea dans la collaboration avec l'Allemagne nazie avant d'être écarté de la direction du PNB par l'occupant allemand dès l'automne 1940, puis placé en résidence surveillée. Il était favorable à l'autonomie de la Bretagne comme nation associée à la France. Il est aussi connu sous les pseudonymes de Jean de La Bénelais, Er Gédour, Calvez et Olivier Launay, noms avec lesquels il a signé ses nombreux ouvrages et articles.
Ayant appris le breton à Paris, Olier Mordrel est un des théoriciens du nationalisme breton et son influence marque encore aujourd'hui au moins la frange d'extrême droite de l'Emsav.

## Famille et identités
Olivier Mordrelle naît le 29 avril 1901 à Paris au sein d'une famille de la grande bourgeoisie. Il est le fils de Joseph Mordrelle, né en 1863 à Hédé en Ille-et-Vilaine, commandant et futur général des troupes coloniales, et d'Antoinette Maricot née à Montmorency en 1874. Si son père est d'origine bretonne, sa mère tire ses origines de Coulommiers du côté paternel et de L'Île-Rousse (Corse) du côté maternel.
Il est le cousin de Yann Bricler, lui aussi actif dans le mouvement breton des années 1920 aux années 1940. Il a deux enfants avec sa première femme Gaïd Guellec : Malo (1928-2022)  et Tanguy ; et un troisième avec Yvette Pochat : Tristan Mordrelle, dit Trystan Mordrel, éditeur, responsable des éditions Ogmios dans les années 1980.
Il utilise plusieurs pseudonymes pendant sa vie pour publier des articles, comme Jean La Bénalais, Armand Calvez, Yann Razavet, Brython, Otto Mohri, Ar Bardan, Ar Gedour, Arzour, JP Costa, ou encore Tisavour.

## Entre-deux guerres

### Engagements politiques

#### Débuts politiques dans le mouvement breton
Mordrel adhère au groupe régionaliste breton en 1919, parti classé à l'époque plutôt à droite créé en septembre 1918 dans le but de rompre avec l'Union régionaliste bretonne et son régionalisme aristocratique et conservateur. Celui-ci évolue les années suivantes en parti autonomiste breton, au sein duquel deux lignes cohabitent, l'une fédéraliste, et l'autre nationaliste ; Mordrel incarne alors avec François Debeauvais cette dernière ligne. Mordrel entend alors incarner une figure d'intellectuel et de tête pensante d'une « bourgeoisie nationale » bretonne.
Simple militant à ses débuts, alors que le parti est déjà dominé par la figure de Morvan Marchal, il s'implique de façon grandissante dans les activités du groupe : il rejoint la revue Breiz Atao à 18 ans, est président de l'Unvaniez Yaouankiz Vreiz à 21 ans, et devient coprésident du parti autonomiste breton à 26 ans bien qu'opposé à l'orientation à gauche du parti,. Après un échec lors d'une élection en 1930, le PAB implose entre ces deux tendances, et sous l'influence de Mordrel et de Debeauvais les tenants du nationalisme fondent le Parti national breton,.

#### Prise de pouvoir chez les nationalistes bretons
Après l'attentat du 7 août 1932 (vandalisme du haut-relief de Jean Boucher ayant pour sujet L'Union de la Bretagne et de la France en façade de la mairie de Rennes par le groupe Gwenn ha Du), Mordrel prend l'initiative de créer le groupe clandestin Kuzul Meur dont il devient secrétaire, dans le but affiché de faire la liaison entre les différents groupes politiques issus du nationalisme breton, mais aussi pour mieux contrôler le groupe Gwenn ha Du et son chef, Célestin Lainé.
Il structure sa pensée politique à l'époque en publiant en 1933 le programme SAGA, signé avec un pseudonyme, rompant avec le capitalisme et le marxisme, préconisant un capitalisme corporatif et déclinant des mesures allant du rejet des étrangers jusqu'au contrôle des organisations de jeunesse. Mélangeant racisme, totalitarisme, et conservatisme, il s'inscrit en droite ligne du programme du parti national-socialiste allemand. Celui-ci est raillé par les fédéralistes, le surnommant « salade armoricaine garanti authentique », et au sein de son parti ne parvient pas à gagner l'assentiment de François Debeauvais. Plus globalement, le PNB évolue à cette époque et sous son influence vers un modèle fasciste, comme d'autres mouvements issus de minorités nationales en France, ou comme une partie de la classe politique et de l'intelligentsia française. Il demande notamment « la Bretagne aux Bretons, avec la constitution d'un État breton dans ses limites historiques, demande l'expulsion des étrangers indésirables, particulièrement les races latines et de couleur ».

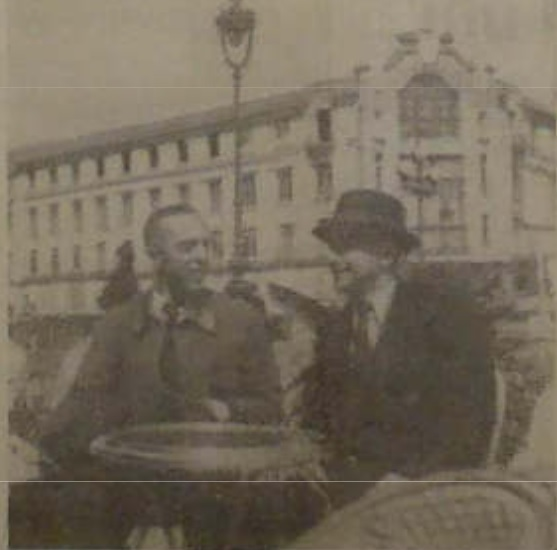
Mordrel s'entretenant à Rennes avec Debeauvais lors de la libération de ce dernier en juillet 1939.

Une rupture intervient après la crise du 6 février 1934, après laquelle Mordrel déclare « laissons les Français se débrouiller entre eux », et celui-ci évolue du fascisme italien vers le national-socialisme allemand, plus virulent à l'époque. Il lance alors avec l'accord implicite de Debeauvais la revue doctrinale Stur ; celle-ci ne cache pas sa sympathie pour les thèses nazies, mais suscite des réserves parmi les plus modérés du PNB regroupés autour de Raymond Delaporte. Après une crise dans le parti en 1937 autour de ces idées, et le départ de Delaporte, Mordrel n'a plus d'opposition pour imposer ses thèses au parti à partir du congrès de Carhaix d'août 1937. Dès lors, le parti ne cache plus son soutien au Reich, notamment en se positionnant favorablement à la suite de l'Anschluss, ou en s'opposant à une intervention en faveur des Tchèques ; une campagne d'affichage dénonçant « la guerre pour les Tchèques » et « la France enjuivée » lui vaut alors une peine d'un an de prison avec sursis. Il multiplie les contacts avec l'Allemagne nazie par l'intermédiaire de Gerhard von Tevenar (de) et se rend plusieurs fois dans ce pays.
À la veille de la Seconde Guerre mondiale, Mordrel s'enfuit avec François Debeauvais et ils arrivent en Allemagne le 19 août 1939, où ils sont pris en charge par des membres des services secrets allemands et, le 10 octobre, le PNB est interdit en France. Il est dans le même temps condamné par contumace en France pour « atteinte à l'unité nationale ».

### Évolutions idéologiques
Les évènements irlandais, comme l'insurrection de Pâques 1916 et la guerre d'indépendance de 1919 à 1921, marquent Mordrel au début des années 1920 comme le reste du mouvement breton. Ils tendent à légitimer la violence politique, tout en permettant de rompre avec la modération du régionalisme,. Cette utilisation du cas irlandais lui permet d'aller chercher à l'étranger des idées et de les transplanter en Bretagne. Mordrel se rend ainsi à Dublin en 1925 et y visite les haut-lieux de l'insurrection ; par la suite il écrit rêver de reproduire cet exemple à Rennes en prenant d'assaut le palais du commerce. Il lit aussi les écrits d'Arthur Griffith, le fondateur du Sinn Féin, « non pour suivre incontinent ses traces, mais plutôt pour nous imprégner de cette sorte d'esprit qui mène à la victoire ».
Il théorise pour la première fois sa conception de l'interceltisme en 1923, en première page de la revue Breiz Atao. Selon lui, les échanges avec les autres pays celtiques permettent aux bretons de réfléchir hors du cadre français, mais aussi de « distinguer ce qui, dans leur pays, est à eux de ce qu'il y a été apporté du dehors (…) [pour] éliminer de leur esprit, de leur culture, de leurs mœurs, les scories latines qui en rompent l'harmonie et en amoindrissent la force ». Celle-ci présente dès son origine une dimension raciale et ethnique très forte, plus idéologique et plus utilitaire que celle qu'avaient promue les régionalistes avant lui.
Au milieu des années 1930, Mordrel traverse une grave crise existentielle. Cherchant à définir l'essence de la Bretagne, il est influencé par Gerhard von Tevenar (de), jeune allemand aux idées nordicistes et tenant de la « révolution conservatrice ». Une évolution idéologique vers l'Allemagne nazie apparaît ainsi chez Mordrel, et son interceltisme permet de faire le lien entre Celtes et Germains, par des « solidarités raciales nordiques ». Il se radicalise pendant cette décennie et s'oriente vers le nazisme. Son lancement de la revue Stur en 1935 va structurer idéologiquement l'extrême-droite bretonne autour d'un racisme qui définit le celtisme comme une opposition au latinisme et au cosmopolitisme, et en définissant une communauté raciale et culturelle entre Germains et Celtes. Dans le même temps il s'éloigne de l'interceltisme prôné par les congrès celtiques qu'il critique, et il cesse de s'y rendre à partir de 1930. Il continue de se référer à l'Irlande ou à l'interceltisme à la fin de cette décennie, mais pour en faire des analyses pro-allemandes,,.

### L'architecte
Alors étudiant en architecture à Paris, Mordrel rencontre en 1919 Morvan Marchal étudiant lui à Rennes. Tous deux sont partisans d'une architecture bretonne en rupture avec le traditionalisme prôné par les régionalistes du premier Emsav, et ancré dans la modernité. Ils se rapprochent à l'époque du mouvement des Seiz Breur de Jeanne Malivel qui sont sur une ligne artistique proche. Contrairement à ses prédécesseurs qui se tournaient vers les maisons paysannes comme source d'inspiration, Mordrel compte alors mettre l'architecture bretonne dans la dynamique des grands courants internationaux, et se tourne vers les villes, et dès 1922 parle de « gratte-ciels [qui] bretonneront du rez-de-chaussée au cinquantième étage. ».
Il voyage pendant les années 1920 pour prendre connaissance des créations artistiques dans d'autres pays : à Kendal pour y voir les travaux de Charles Voysset, rencontre Huibrecht Hoste à Louvain en 1925, et va visiter les créations de Martin Elsaesser à Frankfort en 1931. Avec Marchal, il est de plus en plus influencé par des styles étrangers comme le De Stijl hollandais ou le Bauhaus allemand. Avec Morvan, ils publient pendant cette période la synthèse de leurs réflexions dans pas moins de neuf revues pour convaincre les militants bretons du bien-fondé de leur démarche.
Il signe ses deux principales réalisations au début des années 1930. Dans le style « paquebot », un courant art déco, l'immeuble Kodak, dit Ty Kodak, est construit à Quimper pour le photographe Joseph Villard, bâtiment blanc de deux étages aux fenêtres reliées par un bandeau de briques bleues vernissées. L'année suivante, il dessine un garage Renault aux étages portés par des poutres en béton armé.
Ses lectures d'Oswald Spengler à partir du milieu des années 1930 le convainquent cependant que le modernisme qu'il voyait comme une source de renouveau pour la Bretagne n'est qu'une source de décadence pour celle-ci. Il s'écarte dans le même temps de ses activités d'architecte ; alors que ses réalisations quimperoises en font un architecte populaire dans la région, il délaisse cette activité lorsqu'il déménage à Rennes dans la seconde moitié des années 1930 pour se consacrer à ses occupations politiques.

## Seconde guerre mondiale

### L'exil en Allemagne, et la tentative de coup d'État
Mordrel et François Debeauvais sont pris en charge en gare de Cologne le 30 août 1939 par le docteur Otto Wagner, membre de l'Abwehr et abonné de longue date de Breiz Atao, puis installés à Berlin en septembre par deux autres membres des services secrets allemands. Là, ils obtiennent quelques soutiens de la part de certains officiers aristocrates, comme la création symbolique d'une radio émettant en breton depuis un poste militaire allemand, en jouant la carte d'un prétendu gouvernement breton en exil, ou Bretonische Regierung. Ils rencontrent aussi en mai 1940 le futur ambassadeur nazi en France Otto Abetz, mais celui-ci se montre moins disposé à les aider que les militaires ; politiquement ils sont plus tolérés que soutenus.
Avec la débâcle de mai 1940, Mordrel veut profiter du vide institutionnel pour tenter de mettre en place un État breton. Coupé de ses contacts du Parti national breton sur place après près d'un an d'exil, il imagine de recruter parmi les prisonniers de guerre faits par les Allemands des Bretons disposés à les aider. Toujours avec l'aide des services secrets allemands, lui et Debeauvais parviennent à faire libérer plusieurs Bretons et à les regrouper dans un camp à Luckenwalde, mais la plupart des recrues sont avant tout motivées par la perspective d'une libération. Au total six cents prisonniers vont être libérés de cette façon entre juillet et décembre 1940. Le premier contingent quitte le camp de Luckenwalde pour la Bretagne le 14 juin 1940 avec l'idée de précéder l'arrivée des troupes allemandes et de prendre le contrôle du principal journal de la région, Ouest-Éclair, ainsi que de la préfecture et de la mairie de Rennes. Mais alors que les troupes allemandes entrent dans Rennes le 18 juin, Debeauvais n'y arrive que le 22 juin sans troupes, alors que Mordrel est lui toujours à Berlin, et ne rentre en Bretagne que courant juillet, signant ainsi l'échec de l'opération.

### Prise de pouvoir du PNB et chute
Après la tentative ratée de mise en place d'un comité national breton en juillet 1940 dans le but de rallier de nouveaux membres, Mordrel relance le parti national breton dissout avant guerre et en prend la direction, laissant la présidence symbolique à un François Debeauvais malade et incapable de s'en occuper. Il nomme lui-même des responsables départementaux et met en place un conseil politique. Il oriente alors le parti dans une direction plus séparatiste, germanophile et anglophobe, alors que Debeauvais favorisait un accord avec le régime de Vichy.
Après l'entrevue de Montoire du 24 octobre 1940, les espoirs de mise en place d'un gouvernement breton sont complètement écartés, et donc les ambitions politiques de Mordrel. Celui-ci critique ouvertement ces accords dans L'Heure bretonne, le nouveau journal du parti, ce qui indispose l'occupant comme Vichy. Au sein du parti national breton même, cette prise de position crée des divisions. Le 7 novembre 1940, il est informé par une personne de la Feldkommandantur de Vannes qu'une répression contre le parti est envisagée dans les cinq préfectures bretonnes et que lui et Debeauvais font partie des cibles prioritaires. Après s'être mis à l'abri dans le Jura souabe le temps que les risques soient écartés, il présente sa démission du parti le 8 décembre 1940, et doit laisser la place à un Raymond Delaporte plus favorable à une entente avec le régime de Vichy. Les autorités d'occupation lui interdisent par ailleurs de rentrer en Bretagne, interdiction levée en septembre 1941 à la suite d'une intervention en sa faveur de Leo Weisgerber.

### Lutte d'influence jusqu'à la fin de la guerre
Malgré l'arrivée de Raymond Delaporte à la tête du parti national breton, celui-ci reste l'objet d'une lutte d'influence entre le courant séparatiste et germanophile de Mordrel et la tendance plus modérée de Delaporte. Bien que n'occupant plus de poste officiel, Mordrel conserve un réseau influent parmi les militants et en profite pour lancer des opérations de déstabilisation. Fin 1941, une vingtaine de membres de Nantes et de Lorient sont exclus après avoir publié sous son influence des tracts appelant à une scission du parti. En mars 1942, Mordrel obtient l'accord de l'occupant allemand de relancer la revue Stur et s'en sert pour diffuser ses idées ; celle-ci bien que confidentielle exerce une influence sur les membres les plus extrémistes du PNB, et un fossé de plus en plus grand se creuse avec la position pro-Vichy de Delaporte. La crise intervient en novembre-décembre 1943, et plusieurs cadres proches de Mordrel sont exclus ou démissionnent.

## Dernières années

### Les années d'exil
Il se rend à Paris fin mars 1944 avec le but de fuir en Espagne en passant par Andorre, et cherche à obtenir le soutien de Hermann Bickler pour cela. À la suite du refus de ce dernier, il se rend en Allemagne avec sa famille et passe quelques mois en Bavière. Là, il reçoit une lettre de Jacques Doriot qui cherche à le rencontrer, ce qui se réalise le 15 février 1945 sur le lac de Constance. Autoproclamé chef de l'État français, Doriot le désigne comme gouverneur d'une Bretagne reconnue comme État associé à la France. Par la suite, il fuit en Italie où il vit quelques mois avec sa famille. Caché à Rome, il se rend au service de renseignement britannique en août de la même année et leur avoue avoir été un agent du service de renseignement de la SS. Il vit encore quelque temps dans ce pays, jusqu'à la mort de sa première femme en 1947.
Il est condamné à mort par contumace en 1946 en France. N'ayant pu obtenir un visa pour l'Irlande comme d'autres nationalistes bretons,, et ce malgré sa rencontre à Rome en 1947 de Seán MacBride, député et futur ministre des affaires étrangères irlandais à qui il présente également d'autres fuyards comme Raymond Delaporte, Yann Fouéré et Célestin Lainé, il fuit en Argentine en juin 1948 où il rachète un hôtel à Córdoba à un ancien nazi. Il y reste en exil pendant vingt-trois ans et poursuit ses études linguistiques tout en entretenant une correspondance avec d'autres Bretons. En utilisant plusieurs pseudonymes, il parvient à faire publier ses textes dans des revues comme La Bretagne réelle, Ar Vro, ou encore L'Avenir de la Bretagne. Il rentre en Europe en 1969, d'abord en Espagne, puis en Bretagne en 1971 à la faveur d'une mesure de grâce et s'installe à Treffiagat en Pays Bigouden.

### Le retour en Bretagne
Il publie ses mémoires en 1973 alors que d'autres acteurs de l'histoire en ont fait de même lors de la décennie précédente, mais leurs divers témoignages sont contredits dès les années 1970 par les premiers travaux universitaires portant sur la question. Il publie par ailleurs une douzaine d'autres livres la plupart reprenant ses idées politiques, comme Breiz Atao, histoire et actualité du nationalisme breton en 1973 ou Le mythe de l'Hexagone en 1981, mais aussi un ouvrage généraliste sur la Bretagne publié par Nathan en 1983.
Politiquement, il se rapproche des militants du groupement de recherche et d'études pour la civilisation européenne (GRECE) et de la Nouvelle Droite, et tente de renouer avec le mouvement breton et adhère quelques temps à Strollad ar Vro. Ses orientations politiques font que la plupart des acteurs du mouvement d'alors l'évitent, mais il reçoit cependant la visite de plusieurs militants de l'aile d'extrême droite. Il s'occupe un temps d'une crêperie industrielle avant de mourir dans son lit en 1985. À sa mort, un hommage lui est rendu par Alain Guel, ou encore par Yann Fouéré dont il rapproche l'action de celles de Patrick Pearse, Tomáš Masaryk, ou Józef Piłsudski.

## L'écrivain
Il présente le roman Le Loup blanc de Paul Féval comme l'une des origines de sa vocation.
Il fonde la revue littéraire Gwalarn avec Roparz Hemon en 1925.
Il rencontre Louis-Ferdinand Céline en 1943 avec qui il a quelques échanges à Rennes.

## Héritage
Sébastien Carney indique : « si Mordrel fait partie des 500 Bretons à connaître, c'est essentiellement son œuvre architecturale [...] qui est présentée et analysée dans quelques ouvrages et notices. En dépit des livres qu'il publia dans les années 1970, il n'apparaît pas dans les dictionnaires d'écrivains bretons, et les études concernant l'extrême droite française le négligent, malgré l'influence qu'il a pu avoir sur la Nouvelle Droite et le GRECE. »

## Publications
- Pensées d'un Nationaliste breton, (parues dans Breiz Atao entre 1921 et 1927) ; Rennes, Nouvelles éditions bretonnes, 1933 (sous son pseudonyme de J. La Bénelais).
- An nos o skediñ, La Bretagne réelle-Celtia, n° 215 bis, hiver 1966-1967.
- Celtisme et christianisme ; Merdrignac, Cahiers de la Bretagne réelle, 1969.
- Celtisme ou marxisme : étude d'un déraillement idéologique, La Bretagne réelle, 1970, 31 p.
- La subversion chrétienne (Celtisme et christianisme, II) ; Merdrignac, Cahiers de la Bretagne réelle, 1972.
- Breiz Atao; ou histoire et actualité du nationalisme breton, éditions Alain Moreau, coll. « dirigée par Jean Picollec », 1973, 557 p. (OCLC 668861)
- La voie Bretonne, Nature et Bretagne, Quimper, 1975.
- L'essence de la Bretagne, Essai. Guipavas, éd. Kelenn, 1977
- Le terrorisme religieux : la grande substitution ou l'inversion des valeurs (Celtisme et christianisme, III) ; Merdrignac, Cahiers de la Bretagne réelle, 1978.
- Certaine religion étrangère avec une étrange et malfaisante doctrine (Celtisme et christianisme, IV) ; Merdrignac, Cahiers de la Bretagne réelle, 1979.
- Les hommes-dieux, récits de mythologie celtique, Paris, Copernic, 1979.
- L'Idée Bretonne, Éditions Albatros, 1981.
- Le mythe de l'hexagone, Jean Picollec, 1981.
- La Bretagne, Nathan 1983.
- La Galerie bretonne.
- traduction des Chants de l'amour et de la mort du cornette de Rainer Maria Rilke. kanenn hini Langenau, Kenwerzel Breiz, Rennes.